# Сінна (притока Казенного Торця)
Сінна — балка (річка) в Україні, ліва притока річки Казенний Торець, розташована на території Покровського району Донецької області, Україна.
Довжина річки 7 км. Русло у нижній течії знаходиться на висоті 132,6 м над рівнем моря. Долина порізана промоїнами. Русло маловодне і пересихає. Створено кілька ставків.
Бере початок на південно-східній околиці міста Мирноград: біля вулиць Степова та Донбаська. Річка тече на північний схід. Впадає в Казенний Торець (на 113-му км від її гирла) на схід від смт Новоекономічне.
Населені пункти вздовж річки: Московське та Новоекономічне.
У долині річки збереглися ділянки природної степової рослинності, які є перспективними для заповідання, зокрема для включення до проектованого регіонального ландшафтного парку «Казенноторецький».
На початку XX століття по балці розроблявся пласт вугілля дрібними селянськими шахтами. У 80-х—90-х роках XIX століття Російське Дніпровське металургійне товариство робило спроби промислової розробки вугілля.